# N-624
L'autoroute N-624 est une courte antenne autoroutière urbaine de 3 km environ qui relie la N-622 (Bilbao - Vitoria-Gasteiz) et l'AP-1 (Vitoria-Gasteiz - Eibar) à l'Aéroport de Vitoria-Gasteiz au nord de la ville.
Elle est composée de 1 échangeur giratoire jusqu'à l'aéroport et permet d'accéder directement à l'Aéroport depuis ces autoroutes

## Tracé
- Elle prolonge l'AP-1 au niveau de la bifurcation avec la N-622.
- Elle dessert Foronda et Artatza avant de desservir le terminal.